# Bulbophyllum minutibulbum
Bulbophyllum minutibulbum är en orkidéart som beskrevs av Walter Kittredge. Bulbophyllum minutibulbum ingår i släktet Bulbophyllum och familjen orkidéer. Inga underarter finns listade i Catalogue of Life.